# 张闻天故居
张闻天故居，位于中华人民共和国上海市浦东新区祝桥镇邓三村朱家店北张家宅闻居路50号，是中国共产党早期领导人、前中华人民共和国外交部副部长张闻天在青少年时期的居所。该故居为一座砖瓦结构的三合院，由正房、厢房和杂房组成。1985年和2001年，张闻天故居先后被列为上海市文物保护单位和全国重点文物保护单位。

## 历史
张闻天故居位于上海市浦东新区祝桥镇邓三村朱家店北张家宅闻居路50号。清朝光绪二十五年七月二十五日（1900年8月30日），张闻天在此出生，并在这里度过了他的青少年时期。1923年分家时，张闻天分得正房、杂用房各1间。1932年，张闻天离开上海前往江西中央苏区，直至中华人民共和国成立后才回到上海。

## 结构
故居占地面积686平方米，建筑面积495平方米，是一座上海浦东典型的三合院农舍，院内共有1排正房、2排厢房和4间杂房，所有房屋均为砖木结构的瓦顶平房。其中正屋坐北朝南，共有5间，由张闻天祖辈于清朝光绪年间所建，两侧厢房各有2间，建造时间要晚于正房。正房西侧有4件杂用房。院落前是木结构门头，俗称“秀才亭”。院落周围有菜园树木和小河。

## 保护
由于年久失修，加之所在位置地势低洼，在1980年代初，张闻天故居的损毁较为严重。1985年9月19日，张闻天故居被列为上海市文物保护单位，当年11月，上海市文物管理委员会将张闻天故居周围30米范围暂时划为保护区域。1986年6月，张闻天的夫人刘英为张闻天故居题词，同年9月，陈云为张闻天故居书额“张闻天同志故居”。1989年2月，上海市文物管理委员会正式拨款对张闻天故居展开维修工作，在这次维修中，故居的地基被填高50厘米，屋架也被整体抬升。同年9月，张闻天故居修缮工程竣工。1990年8月30日，浦东新区文物保护管理所在张闻天故居中增设对外开放的张闻天革命史迹陈列室，并加盖了配套设施用房，总耗资63.7万元人民币。除展览室外的故居其余部分仅对内开放。1992年，故居的除展览室外的其余部分正式对外开放。1994年，配套设施用房被扩建。1996年11月30日，张闻天故居被命名为上海市第二批青少年教育基地。1997年，张闻天故居再次得到维修。2001年，张闻天故居被列为全国重点文物保护单位，当年8月11日正式举行文物保护单位揭牌仪式。2007年，上海市浦东新区十佳爱国主义教育基地联合浦东新区文物保护管理署对张闻天故居曾实施每月免费开放日活动。2008年，张闻天故居的保护用房建设完工。2009年3月，张闻天故居再次进行保养维护，包括屋面检修翻铺、木结构白蚁勘察防治和木结构刷桐油等工作，同时整改了故居内的安保和消防设施。该工程于当年6月竣工。